# Torneo Europeo di Qualificazione Olimpica FIBA 1976
Il torneo Torneo Europeo di Qualificazione Olimpica FIBA 1976 si disputò a Edimburgo dal 3 all'8 maggio 1976, e vide la qualificazione ai Giochi della XXI Olimpiade dell'Italia.

## Classifica finale
| Pos | Squadra       |
| --- | ------------- |
| 1.  | Italia        |
| 2.  | Jugoslavia    |
| 3.  | Polonia       |
| 4.  | Israele       |
| 5.  | Belgio        |
| 6.  | Francia       |
| 7.  | Gran Bretagna |
| 8.  | Irlanda       |